# Nocturno Culto
Ted Skjellum (n. 4 martie 1972), mai bine cunoscut sub numele de scenă Nocturno Culto, este solistul vocal și chitaristul formației norvegiene de black metal Darkthrone. Pseudonimul Nocturno Culto provine de la faptul că e o persoană nocturnă.

## Biografie
Nocturno Culto și-a început cariera muzicală în 1988, la vârsta de 16 ani. În acest an Nocturno Culto s-a alăturat formației Darkthrone.
În 1996 Nocturno Culto a colaborat cu Satyricon (sub pseudonimul Kveldulv) pe albumul Nemesis Divina, unul dintre cele mai influente albume black metal din toate timpurile. În 1997 Nocturno Culto s-a distanțat de scena black metal și a părăsit Darkthrone, dar a revenit în 1999. În 2004 Nocturno Culto a cântat live împreună cu Satyricon câteva melodii Darkthrone în cadrul festivalului Wacken Open Air; acest fapt este demn de menționat deoarece Darkthrone cântă extrem de rar live. În 2007 Nocturno Culto a regizat filmul documentar The Misanthrope, iar în 2008 s-a alăturat formației Sarke (black metal, thrash metal).
Nocturno Culto are doi copii, o fată și un băiat, și lucrează ca profesor.

## Discografie
cu Darkthrone
Informații suplimentare: Darkthrone#Discografie
cu Sarke
- Vorunah (Album de studio) (2009)
- Oldarhian (Album de studio) (2011)
- Aruagint (Album de studio) (2013)

cu Satyricon
- Nemesis Divina (Album de studio) (1996)